# يوزبند (كليبر)
يوزبند هي قرية في مقاطعة كليبر، إيران. عدد سكان هذه القرية هو 574 في سنة 2006.